# Harvard Universiteitsbibliotheek

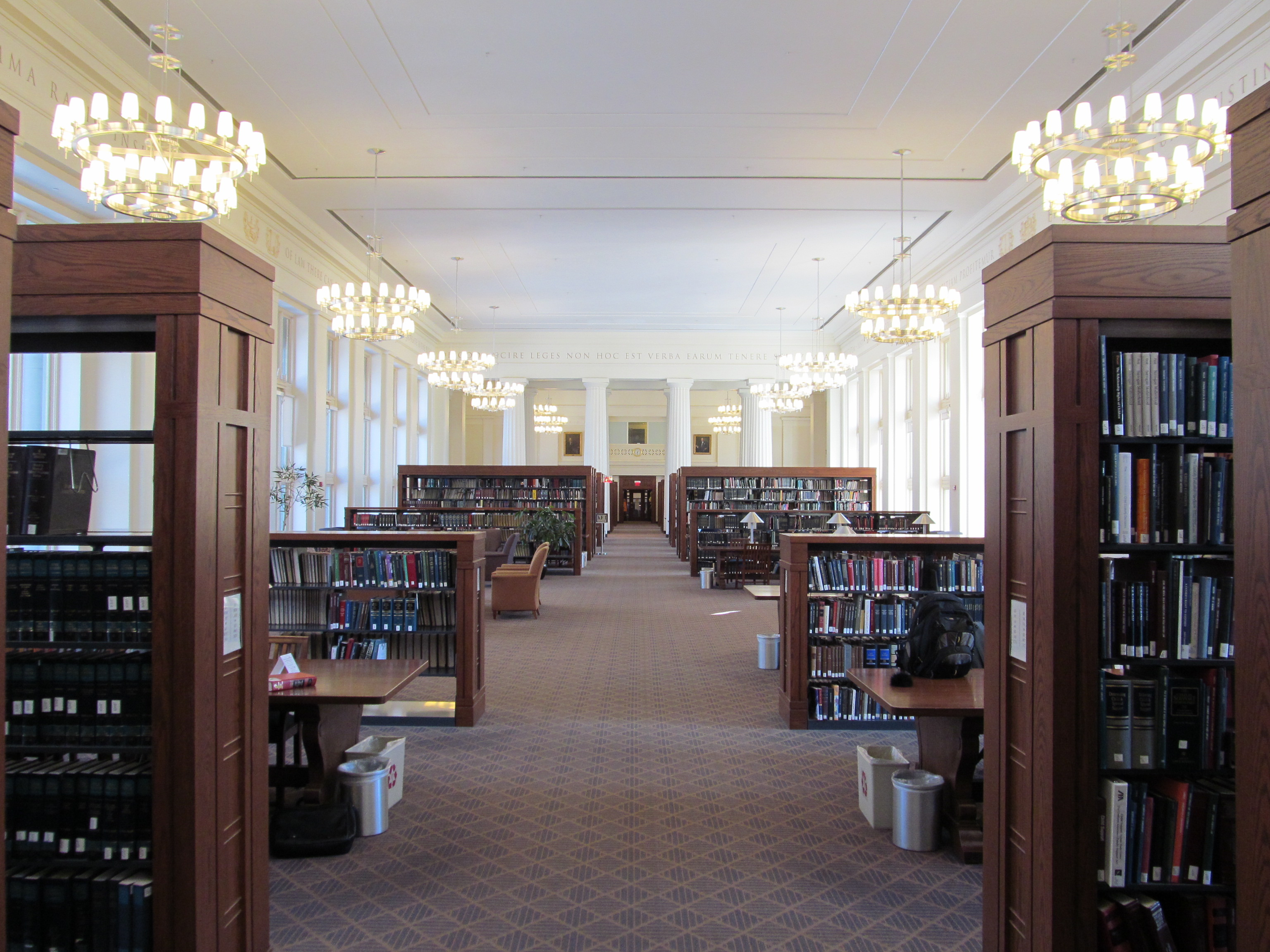
Een leeszaal in een van de bibliotheken van de Harvard University

De Harvard Universiteitsbibliotheek heeft meer dan 18 miljoen items. Het is de oudste bibliotheek in de Verenigde Staten, evenals de grootste universiteitsbibliotheek en de grootste privébibliotheek ter wereld, gebaseerd op het aantal aanwezige items (inclusief bladmuziek, kaarten, afdrukken, opnamen, enz. ).

## Beschrijving en organisatie
De Harvard-bibliotheek is de derde grootste bibliotheek in de Verenigde Staten, na de Library of Congress en de Boston Public Library.
De Harvard Library is de officiële naam van een administratieve eenheid binnen de centrale administratie van de universiteit, die verantwoordelijk is voor het beheer en de verspreiding van de bibliotheek goederen (boeken, kaarten, Bladmuziek, enz.).
Politiek Wetenschapper Professor Sidney Verba was directeur van 1984 tot 2007. Historicus Robert Darnton volgde hem op tot 2015.

## Geschiedenis

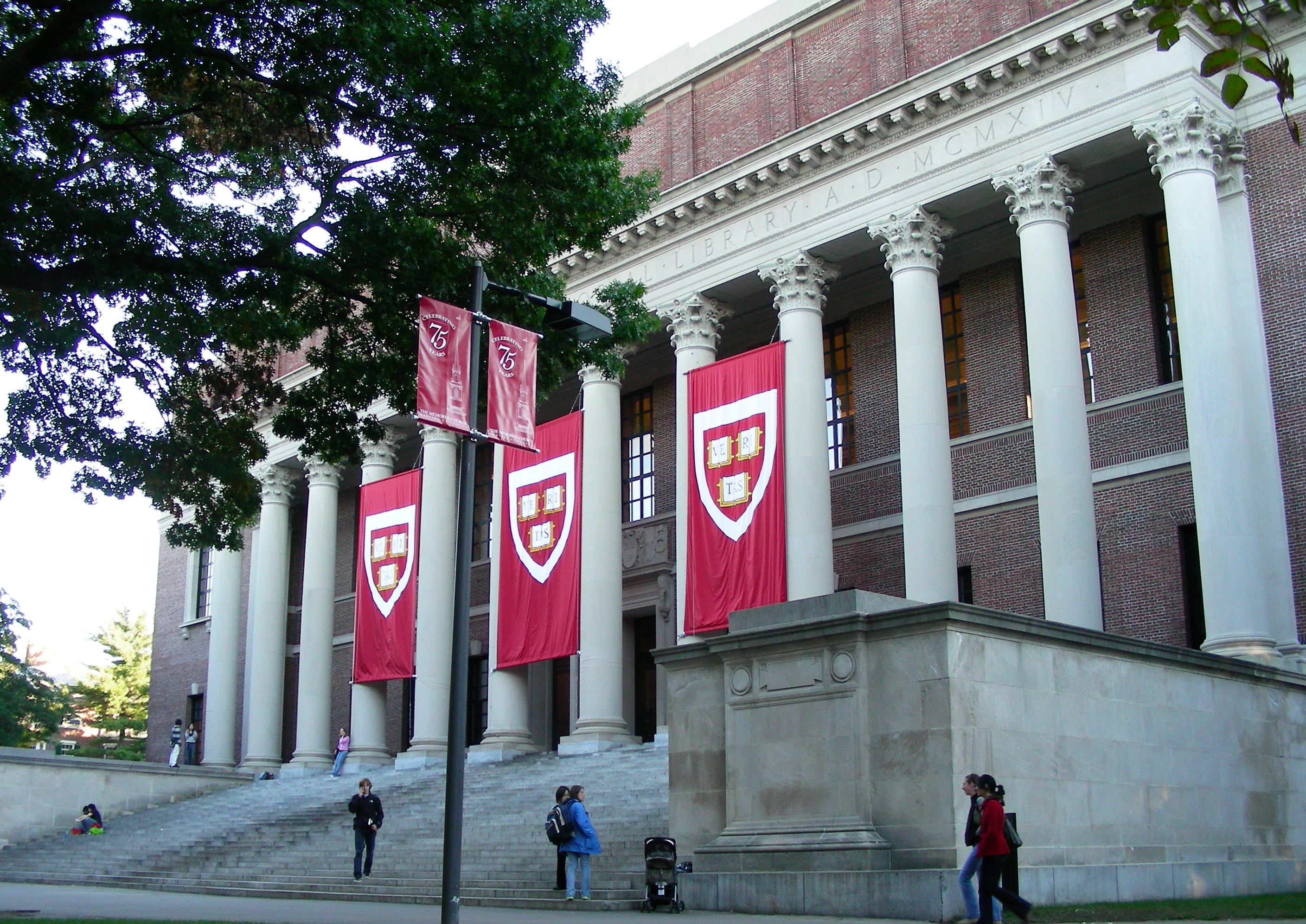
De gevel van de Widener Bibliotheek, het hoofdgebouw van de bibliotheek aan de Harvard University.

De Harvard Bibliotheek ontstond uit een legaat van 400 boeken door John Harvard in 1638.
In de loop van de volgende eeuw groeide de bibliotheek uit tot de grootste in Amerika, maar op 24 januari 1764 vernietigde een grote brand bijna alle boeken en gebouwen van de universiteit. De boeken die in bruikleen waren toen de brand uitbrak, zijn het enige deel van de collectie dat bewaard is gebleven.
Veel boeken en donaties zijn gedaan door weldoeners van de universiteit en oud-studenten. Een Engelsman, Thomas Hollis, van Lincoln's Inn in Londen (een achterneef van een van de vroege weldoeners van Harvard), begon duizenden boeken vanuit het Verenigd Koninkrijk naar de bibliotheek te verzenden. Hollis bleef tot aan zijn dood in 1774 regelmatig boeken sturen en schonk ook £ 500 aan een fonds om de aankoop van boeken te financieren.
In 1908 profiteerden de bibliotheek van het legaat van historicus en theoloog Charles Eliot Norton .
In 1915 werd de Widener Bibliotheek geopend, ten zuiden van Harvard Yard . Tegenwoordig is dit het hoofdgebouw van de universiteitsbibliotheek en bezit zo'n 3,5 miljoen items.
De collectie omvat onder meer een origineel exemplaar van de Gutenbergbijbel.